# Суботино (Курська область)
Суботино (рос. Субботино) — село в Солнцевському районі Курської області Російської Федерації.
Населення становить 517 осіб. Входить до складу муніципального утворення Суботинська сільрада.

## Історія
Населений пункт розташований на території українського етнічного та культурного краю Східна Слобожанщина.
Від 2004 року входить до складу муніципального утворення Суботинська сільрада.

## Населення
| 2002 | 2010 |
| ---- | ---- |
| 661  | ↘517 |